# آق‌بیل
آق‌بیل (به ترکی آذربایجانی: Ağbil) یک منطقه مسکونی در جمهوری آذربایجان است که در شهرستان قوبا واقع شده است. آق‌بیل ۱۰۳۶ نفر جمعیت دارد.